# 더 터널 (2019년 영화)
《더 터널》(노르웨이어: Tunnelen)은 2019년에 개봉한 노르웨이의 영화이다.

## 캐스팅

### 주연
- 토르비에른 하르 : 스테인 역
- 일바 퍼글러루드 : 엘리서 역

### 조연
- 리사 카를레헤드 : 잉그리드 역
- 잉빌 홀테 비그드네스 : 안드레아 역
- 미켈 브랫 실셋 : 이바르 역
- 페테르 푀르데 : 쿠르트 역
- 페르 이길 아스케 : 크리스티안 역
- 얀 군나르 로이제 : 군나르 역
- 오이스틴 마르틴센 : 다비드 역
- 실리에 브레이빅 : 미아 역
- 엘다르 스카르 : 베가르드 역
- 퀴레 헤우엔 쉬드네스 : 에길 역
- 헨릭 홀름 : 하이케렌 역
- 토룬 뢰데멜 스토켈란드 : 벤테 역